# Defensor Sporting
Defensor Sporting Club, Defensor Sporting eller bara Defensor, är en fotbollsklubb i Montevideo, Uruguay.
Klubben grundades 1 januari 1913 och spelar sina hemmamatcher på Estadio Luis Franzini. Dräktfärgerna är lila, med vita detaljer. 

## Historia
Klubben startades upp i den södra delen av Montevideo, den 15 mars 1914. Klubben hette från början Club Atlético Defensor, men bytte namn 1989 då man slog sig samman med basketbollklubben Sporting Club Uruguay. Man bytte då namn till Defensor Sporting Club. Alfredo Ghierra kom på idén att namnge klubben Defensor, och Nicolás Podestá utsågs till den förste ordföranden. Man hade tänkt sig spela i en grön dräkt, men då klubben Belgrano också spelade i grönt var man tvungen att hitta en ny färg. Man valde då att spela i en helsvart mundering med ett ljusblått och ett grönt horisontellt band om bröstet. Denna dress spelade man i två år fram till 1915 då man bytte till dagens violetta dräkt.

Klubben anses som en av landets största plantskolor för ungdomsspelare och lyckas ofta få fram spelare till stora klubbar, nationellt som internationellt. Till VM i Sydafrika, 2010, deltog åtta av 23 spelare som tidigare har spelat för Defensor Sporting.

## Meriter
- Primera División de Uruguay: 4 (1976, 1987, 1991, 2008)

Övriga nationella meriter
- Liguilla Pre Libertadores: 8 (1976, 1979, 1981, 1989, 1991, 1995, 2000, 2006)
- Primero Invicto Uruguayo Especial: 1 (2005)
- Copa Montevideana: 8 (1976, 1979, 1982, 1987, 1991, 1994, 1995, 1997)
- Campeón Nacional Copa Artigas: 1 (1960)
- Liga Mayor: 1 (1978)
- Cuadrangular: 1 (1957)
- Torneo Honor: 1 (1947)